# 渤海石油职业学院
38°42′58.17″N 116°03′07.30″E / 38.7161583°N 116.0520278°E
渤海石油职业学院是位于中华人民共和国河北省华北油田地区的一所省部共建的公办全日制普通高等院校。由中国石油天然气集团与河北省共建，隶属于华北石油管理局。该院现为华北地区唯一以石油工程、机械制造、电气工程、经管、医学、计算机、师范类专业为主体的综合性高等职业学院。学院始建于1976年华北油田会战初期，2004年12月经教育部批准在原华北石油职业技术学院基础上更名为渤海石油职业学院。华北技师学院挂靠该院。

## 学校基本概况
- 英文名：Bohai Petroleum Vocational College
- 建立：1976年（丙辰年）
- 校训：自强 勤奋 求实 创新
- 学校代码：1313394
- 校址：

| 校区       | 地址                                  | 邮政编码 |
| ---------- | ------------------------------------- | -------- |
| 本部       | 河北省华北油田地区                    | 062552   |
| 医学校区   | 河北省华北油田地区北站路              | 062552   |
| 北戴河校区 | 河北省秦皇岛市北戴河区驼峰路2号       | 066199   |
| 海港区校区 | 河北省秦皇岛市海港区河北大街西段341号 | 066003   |

- 教职员工及设施建设：渤海石油职业学院现有专任教师385名，其中，副高级以上职称教师151名，教授、副教授92名，讲师293名，兼职教师46名，现有全日制在校生2765名。学院占地面积771.7亩，总建筑面积10.82万平方米，固定资产总值1.135亿元，图书馆藏书28万册。学院聘请中国工程院院士苏义脑、中国石油天然气集团钻井专家刘钺为客座教授。
- 对外交流：学院积极开展对外交流与合作，拓展国际石油技术培训业务，先后为苏丹、伊拉克、毛里塔尼亚等国家培训200余名石油工程高级技术人员。[2]

## 附属及挂靠机构
- 华北技师学院
- 中国石油天然气集团公司华北油田分公司职工培训处（基地）
- 国家级职业技能鉴定所
- 华北石油井控培训中心（国际钻井承包商协会(IADC)认证）
- 微软国际认证考试站

## 院系部门
学院现开设钻井技术、城市燃气工程技术、煤层气抽采技术、油气开采技术、机械制造与自动化、会计电算化、护理等22个专业；建有石油工程、机电、会计、护理等28个校内实习实训基地，其中，2010年投资3000多万元新建的石油主体专业采、注、输综合性实训基地，占地面积2.41万平方米，在石油行业实训基地中处于领先地位。

| - 石油工程系 （页面存档备份，存于） - 石油工程（钻井技术方向、油气开采技术方向） - 油气储运技术 - 钻井技术 - 油气开采技术 - 煤层气抽采技术 - 城市燃气工程技术 - 机电工程系 - 机械制造与自动化 - 电气自动化技术 - 汽车检测与维修技术 - 焊接技术及自动化 - 数控技术 - 信息与经济系 - 计算机网络技术 - 计算机多媒体技术 - 电脑艺术设计 - 计算机系统维护 - 计算机应用技术 - 软件技术 - 市场营销 - 文秘专业 - 商务英语 - 会计电算化 - 财务管理 - 旅游管理 | - 医学系 - 临床医学 - 护理 - 药学 - 医学检验技术 - 心理学 - 心理咨询 - 师范系 - 教育学 - 学前教育 - 学科教育 - 数学教育 - 语文教育 - 历史教育 - 美术教育 - 体育教育 - 英语教育 - 音乐教育 - 体育教育 - 综合理科教育 - 综合文科教育 - 思想政治教育 |

## 学校历史及沿革
渤海石油职业学院前身为华北石油会战指挥部七·二一工人大学（华北石油技工学校）。
- 1976年，华北油田的会战建设亟需大批专业技术人才。根据指示华北石油会战指挥部于同年5月在河北省霸县（今霸州市）成立了华北石油会战指挥部七·二一工人大学（后改制为华北石油技工学校）。
- 1978年8月，华北石油会战指挥部根据石油工业部和河北省人民政府相关指示，将华北石油技工学校的一部分迁至今河北省华北油田地区。所迁新校是一所以钻井专业为主的技工学校，简称总校；同期华北油田有关二级单位先后创办了机修、采油、油建、运输、水电类别的技校，这些技校统称分校。
- 1980年10月，运输、机修分校与总校合并。
- 1983年9月，水电分校、油田分校与总校合并组建为新的华北石油技工学校。
- 1978年华北石油技工学校另一部分迁至天津市团泊洼地区（属静海县）成立华北石油学校。
- 1983年2月，在该校卫生分校的基础上成立华北石油卫生学校。
- 1983年11月，该校教师进修学校与油建分校合并成立了华北石油教育学院（1984年7月油建分校从教育学院剥离与总技校合并）。
- 1986年3月，在该校财经分校的基础上成立华北石油财经学校，期间华北石油卫生学校被列为省部级重点中等专业学校，华北石油财经学校成为国家级重点中等专业学校。
- 1994年成为国家重点技工学校。
- 1996年11月，华北石油管理局为整合教育资源，将华北石油技工学校和华北石油财经学校合并组建了华北石油中等职业学校。
- 2003年5月，经河北省批准，教育部备案，华北石油教育学院、华北石油中等职业学校、华北石油卫生学校、华北石油党校四校合并成立了华北石油职业技术学院。

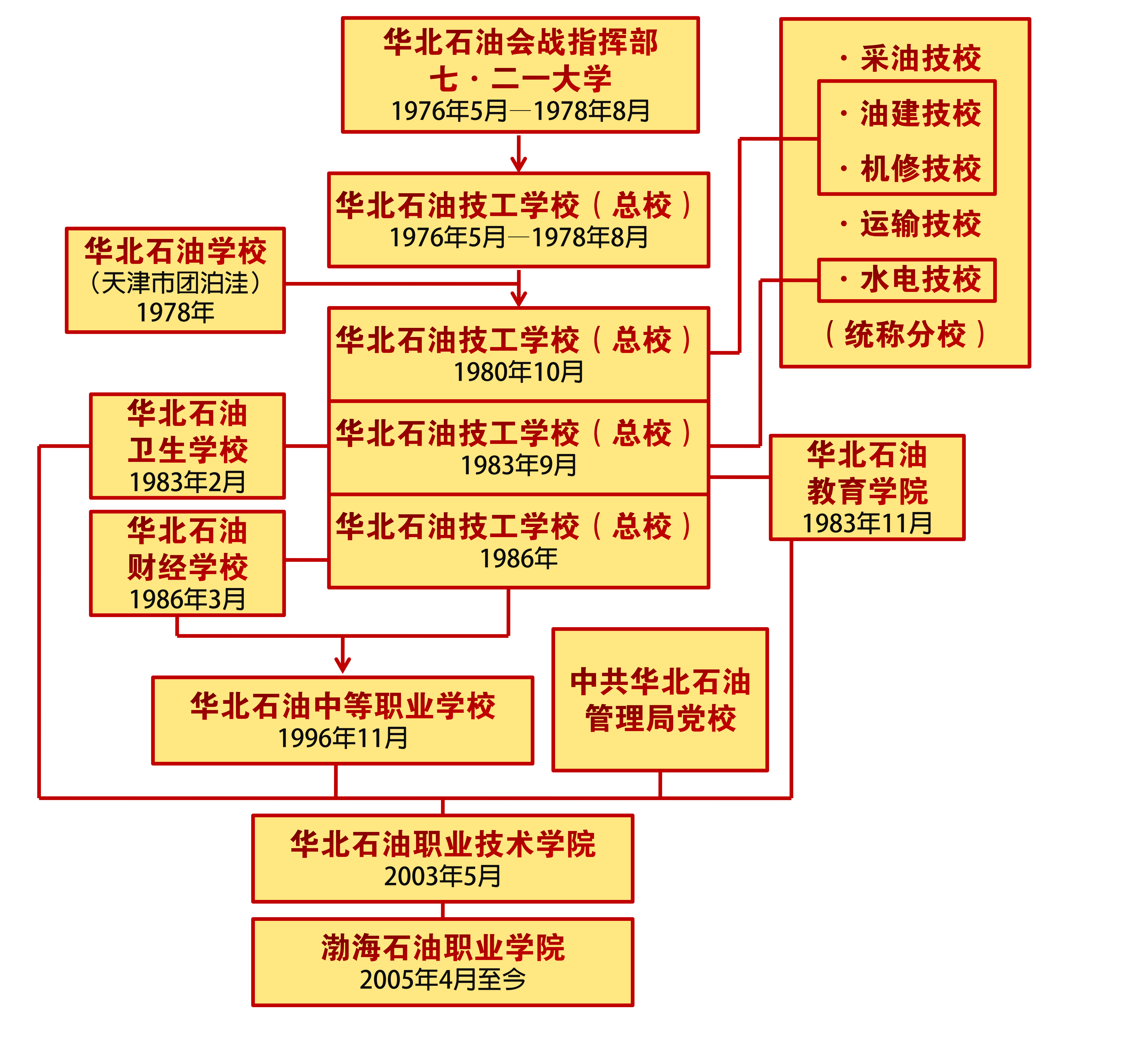
渤海石油职业学院历史沿革简图

- 2005年4月，更名为渤海石油职业学院。